# 下呂市消防本部
下呂市消防本部（げろししょうぼうほんぶ）は、岐阜県下呂市の消防部局（消防本部）。管轄区域は下呂市全域。

## 概要
- 消防本部：下呂市森363-1
- 管内面積：851.06km2
- 職員定数：85人
- 消防署3カ所、分署1カ所
- 主力機械（2020年4月1日現在）
  - 普通消防ポンプ自動車：1
  - 水槽付消防ポンプ自動車：5
  - はしご付消防自動車：1
  - 救急自動車：5
  - 救助工作車：1
  - 指揮車: 1
  - 指令車 : 4
  - 資機材搬送車 : 2
  - その他 : 6

## 沿革
- 1979年4月1日 - 益田郡下呂町・萩原町・金山町・小坂町・馬瀬村の4町1村が設立した益田地域広域町村圏事務組合に消防事務の共同処理が加えられ、益田地域広域町村圏事務組合消防本部が、1本部1署（下呂消防署）2分署（萩原分署・金山分署）1出張所（小坂出張所）体制で発足する。
- 1982年4月1日 - 萩原分署が萩原消防署に、金山分署が金山消防署に昇格し、1本部3署1出張所体制となる。
- 1983年4月1日 - 益田地域広域町村圏事務組合消防本部を益田広域事務組合消防本部に改称する。
- 1994年4月1日 - 小坂出張所を小坂分署に改称する。
- 2000年4月1日 - 益田広域連合を設立し、消防事務を移管する。益田広域連合消防本部となる。
- 2004年3月1日 - 下呂町・萩原町・金山町・小坂町・馬瀬村の新設合併に伴い、下呂市が発足する。
  - 益田広域連合が合併前日をもって解散し、下呂市に承継する。単独消防として、下呂市消防本部を設置する。
  - 下呂消防署を中消防署に、萩原消防署を北消防署に、金山消防署を南消防署に改称する。
- 2010年3月16日 - 新高機能指令台運用開始。

## 組織
- 本部 - 消防総務課、予防課、通信指令課
- 消防署 - 予防係、消防総務係、救助救急係（中消防署）

## 消防署
| 消防署   | 住所                | 分署                        |
| -------- | ------------------- | --------------------------- |
| 中消防署 | 森363番地1          | なし                        |
| 北消防署 | 萩原町羽根2488番地1 | 小坂：小坂町大垣内1562番地1 |
| 南消防署 | 金山町金山2660番地3 | なし                        |